# Liste der Ruhegebiete in Tirol
Ruhegebiete nach § 11 Tiroler Naturschutzgesetz 2005 (TNSchG 2005) sind „außerhalb geschlossener Ortschaften gelegene Gebiete, die für die Erholung in der freien Natur dadurch besonders geeignet sind, dass sie sich wegen des Fehlens von lärmerregenden Betrieben, von Seilbahnen für die Personenbeförderung sowie von Straßen mit öffentlichem Verkehr durch weitgehende Ruhe auszeichnen.“ Durch Verordnung der Tiroler Landesregierung wurden acht Ruhegebiete ausgewiesen.
| Nr.     | Bezeichnung                     | ha     | LGBl. Nr.                                                                | Lage        |
| ------- | ------------------------------- | ------ | ------------------------------------------------------------------------ | ----------- |
| RG_2_18 | Ruhegebiet Ötztaler Alpen       | 40.553 | Verordnung der Tiroler Landesregierung vom 02.05.2006 (LGBl Nr. 46/2006) | • tirisMaps |
| RG_3_47 | Eppzirl                         | 3.276  | Verordnung der Tiroler Landesregierung vom 20.12.1988 (LGBl Nr. 24/1989) | • tirisMaps |
| RG_2_52 | Muttekopf                       | 3.737  | Verordnung der Tiroler Landesregierung vom 09.07.1991 (LGBl Nr. 57/1991) | • tirisMaps |
| RG_3_27 | Kalkkögel                       | 76.945 | Verordnung der Tiroler Landesregierung vom 26.07.1983 (LGBl Nr. 56/1983) | • tirisMaps |
| RG_9_65 | Wilde Krimml                    | 432    | Verordnung der Tiroler Landesregierung vom 20.06.2000 (LGBl Nr. 41/2000) | • tirisMaps |
| RG_2_28 | Stubaier Alpen                  | 34.886 | Verordnung der Tiroler Landesregierung vom 02.05.2006 (LGBl Nr. 45/2006) | •           |
| RG_9_51 | Zillertaler und Tuxer Hauptkamm | 37.898 | Verordnung der Tiroler Landesregierung vom 02.05.2006 (LGBl Nr. 47/2006) | • tirisMaps |
| RG_9_44 | Achental-West                   | 3.869  | Verordnung der Tiroler Landesregierung vom 20.12.1988 (LGBl Nr. 25/1989) | • tirisMaps |